# Sisowath Kossamak
Sisowath Kossamak (in khmer ស៊ីសុវត្ថិ កុសមៈ; Phnom Penh, 9 aprile 1904 – Pechino, 27 aprile 1975) è stata regina consorte di Cambogia dal 1955 al 1960, come moglie di Norodom Suramarit.

## Biografia

### Gioventù
Sisowath Kossamak nacque nel 1904 come figlia femmina maggiore del re Monivong e di Norodom Kanviman Norleak Tevi.
Venne istruita alla Norodom Girl's School di Phnom Penh e ricevette un'educazione privata. Nutriva molta passione per la danza classica. Nel 1920 sposò Norodom Suramarit a palazzo Khemerin.

### Vita regale e impegno artistico
Nel 1941 suo figlio Sihanouk salì al trono e divenne la sua principale consigliera, esercitando su di lui una notevole influenza. Nel resto degli anni '40, allo scopo di educare la nipote Buppha Devi, reintrodusse in Cambogia la tradizionale danza apsara.

Statua in cera della regina a Siem Reap, al Cambodian Cultural Village

Da allora fu impegnata nel riportare la danza apsara al suo originario splendore. Cominciò con l'ospitare le famiglie delle ballerine, dei cantanti e dei musicisti in due strutture abitative che aveva fatto innalzare nel parco della sua residenza di Taksin Phirum. Fece in modo di far costruire altri edifici da dedicare al lavoro coreutico e musicale sull'antica danza cambogiana e, collaborando con i musicisti e i cantanti del Balletto Reale, intraprese un lavoro di ripristino della musica nazionale dell'epoca, spogliandola delle influenze thailandesi a favore delle composizioni tradizionali khmer.
Dal 1953, anno dell'indipendenza della Cambogia dall'Indocina francese, sviluppò dei nuovi modelli di spettacoli tali da poter essere mostrati al pubblico con maggior facilità e diffusione. Dallo stesso anno al 1970 fu presidentessa onoraria della Croce Rossa Cambogiana. Dopo l'abdicazione del figlio nel 1955, salì al trono cambogiano al fianco del marito e la rinascita della danza apsara venne inaugurata nel marzo 1956, in occasione dei festeggiamenti per la loro incoronazione, per poi raggiungere l'apice della fama negli anni '60.
Con la morte del marito, nel giugno 1960, venne proclamata incarnazione e rappresentante della dinastia regnante. Il 18 agosto dello stesso anno le venne conferita la precedenza rispetto a suo figlio in ambito ufficiale. Continuò infatti a dedicarsi alle funzioni cerimoniali della monarchia.

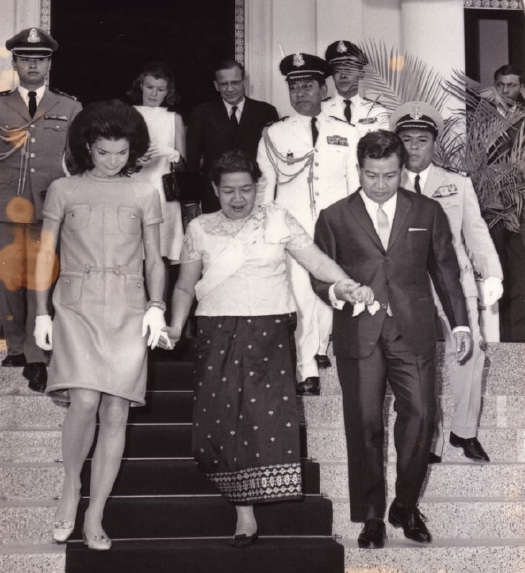
La regina Kossamak tra Jackie Kennedy e il figlio Sihanouk, 1967

Nell'aprile del 1965 la rivista americana Newsweek, citando fonti di Phnom Penh, accusò la regina madre di essere "pazza di soldi" e di gestire concessioni e bordelli nella capitale. In segno di protesta contro l'articolo, 20.000 studenti cambogiani si diressero all'edificio dell'Ambasciata statunitense a Phnom Penh, per scagliarvi contro pietre e per abbatterne la bandiera.
A maggio il re interruppe i rapporti diplomatici con gli Stati Uniti d'America, menzionando tra i motivi della decisione anche l'articolo sulla regina madre. L'accaduto portò il Governo a bandire giornalisti e fotografi provenienti dall'ambito occidentale.

### Dagli arresti domiciliari alla morte
In conseguenza alla proclamazione della Repubblica Khmer, nel 1970, venne privata dei suoi titoli e della sua posizione. Da marzo a maggio del 1973 venne posta agli arresti domiciliari dal regime di Lon Nol, ma poiché la sua salute stava peggiorando per un problema cardiaco il 3 novembre le venne concesso di spostarsi in esilio in Cina.
Nei primi tempi abitò nella parte meridionale e più mite del Paese, fino a quando non raggiunse il figlio a Pechino in una residenza procuratagli dal Governo cinese. Vi morì nel 1975.

## Discendenza
Sisowath Kossamak e Norodom Suramarit ebbero un figlio:
- Norodom Sihanouk (1922-2012).

## Titoli e trattamento
- 9 aprile 1904 - 1928: Principessa Sisowath Kossamak di Cambogia[4]
- 1928 - 2 maggio 1951: Samdach Brhat Raja Thida Kusumana Niarirakshmi Kshatriyi Trung Laksana Akhara Thida Rajavuraja Varman Paramabangsa Pradipada Niariratna Vivadhana Maha Kshatriyi[2]
- 2 maggio 1951 - 6 marzo 1956: Samdach Brhat Vararajini Dhananinadha Kusumaksha Rajadeviby[2]
- 6 marzo 1956 - 9 ottobre 1970: Samdach Brhat Maha Kshatriyani Brhat Sri Svasti Munivarman Kusumaksha Niariratna Sri Vadhana[2]

## Ascendenza
|                               |     |           | Genitori |  |  | Nonni |  |  | Bisnonni  |  |  | Trisnonni |  |
|                               |     |           |          |  |  |       |  |  | Ang Duong |  |  | Ang Eng   |  |
|                               |     |           |          |  |  |       |  |  | Ang Duong |  |  | Ang Eng   |  |
|                               |     | Vara      |          |  |  |       |  |  | Ang Duong |  |  |           |  |
| Sisowath                      |     |           |          |  |  |       |  |  | Ang Duong |  |  |           |  |
|                               |     | Neang Pou | ...      |  |  |       |  |  |           |  |  |           |  |
|                               |     | Neang Pou | ...      |  |  |       |  |  |           |  |  |           |  |
|                               |     | Neang Pou | ...      |  |  |       |  |  |           |  |  |           |  |
| Sisowath Monivong             |     | Neang Pou |          |  |  |       |  |  |           |  |  |           |  |
|                               |     | ...       | ...      |  |  |       |  |  |           |  |  |           |  |
|                               |     | ...       | ...      |  |  |       |  |  |           |  |  |           |  |
|                               |     | ...       | ...      |  |  |       |  |  |           |  |  |           |  |
| Varni Van                     |     | ...       |          |  |  |       |  |  |           |  |  |           |  |
|                               |     | ...       | ...      |  |  |       |  |  |           |  |  |           |  |
|                               |     | ...       | ...      |  |  |       |  |  |           |  |  |           |  |
|                               |     | ...       | ...      |  |  |       |  |  |           |  |  |           |  |
| Sisowath Kossamak             |     | ...       |          |  |  |       |  |  |           |  |  |           |  |
|                               | ... | ...       |          |  |  |       |  |  |           |  |  |           |  |
|                               | ... | ...       |          |  |  |       |  |  |           |  |  |           |  |
|                               | ... | ...       |          |  |  |       |  |  |           |  |  |           |  |
| Norodom Hassakan              | ... |           |          |  |  |       |  |  |           |  |  |           |  |
|                               |     | ...       | ...      |  |  |       |  |  |           |  |  |           |  |
|                               |     | ...       | ...      |  |  |       |  |  |           |  |  |           |  |
|                               |     | ...       | ...      |  |  |       |  |  |           |  |  |           |  |
| Norodom Kanviman Norleak Tevi |     | ...       |          |  |  |       |  |  |           |  |  |           |  |
|                               |     | ...       | ...      |  |  |       |  |  |           |  |  |           |  |
|                               |     | ...       | ...      |  |  |       |  |  |           |  |  |           |  |
|                               |     | ...       | ...      |  |  |       |  |  |           |  |  |           |  |
| Sao Sambhat                   |     | ...       |          |  |  |       |  |  |           |  |  |           |  |
|                               |     | ...       | ...      |  |  |       |  |  |           |  |  |           |  |
|                               |     | ...       | ...      |  |  |       |  |  |           |  |  |           |  |
|                               |     | ...       | ...      |  |  |       |  |  |           |  |  |           |  |
|                               |     | ...       |          |  |  |       |  |  |           |  |  |           |  |